# 背崩棱皮树蛙
背崩棱皮树蛙（学名：Theloderma baibungense）一种分布于中国西藏墨脱县及孟加拉国东北拉瓦川国家公园等地区的两栖动物，隶属于树蛙科棱皮树蛙属。有研究人员认为印度东北部分布的马来棱皮树蛙（Theloderma asperum）记录可能是本种。

## 形态特征
背崩棱皮树蛙体型小，雄蛙体长15～16毫米。身体背部皮肤光滑；胸、腹及股部满布扁平疣。头部背面和体背前部白色，该白斑在体背中部被一个“▲”形黑色斑分开斜达体侧；体背后端污白色，后肢折叠时，该白斑与后肢股、胫、跗部的白色斑相吻合。四肢褐黑色，有浅色斑点；后肢背面有污白色横纹。咽喉部黑色，胸部和腹前部黑色有细白纹，腹后部和股腹面以及跗部均有白色斑纹。

## 保护
本种于2023年被收录入《有重要生态、科学、社会价值的陆生野生动物名录》。